# Wilhelm von Bures
Wilhelm von Bures (* um 1090; † 1158) war ein französischer Kreuzfahrer aus Bures-sur-Yvette (Île-de-France). In Palästina machte er Karriere als Fürst von Galiläa, sowie als Konstabler und Bailli des Königreichs Jerusalem.

## Leben
Er kam vor 1115 zusammen mit seinem Bruder Gottfried von Bures ins Königreich Jerusalem. Dort waren beide Vasallen Joscelins von Courtenay, der damals Fürst von Galiläa war. 1119 nahmen sie an einem Überfall auf muslimisches Gebiet jenseits des Jordans teil. Gottfried wurde dabei getötet. Im gleichen Jahr wurde Joscelin Graf von Edessa und überließ Wilhelm das Fürstentum Galiläa.
Als Eustach I. Garnier 1122 starb und während König Balduin II. von Jerusalem in Gefangenschaft war, wurde er Konstabler und Bailli des Königreiches.
1127 bis 1128 wurde er, zusammen mit dem Templer-Meister Hugo von Payns und dem Herrn von Beirut, Guido I. Brisebarre, nach Frankreich gesandt um einen Ehemann für die Thronerbin von Jerusalem, Balduins Tochter Melisende zu finden. Im Frühjahr 1129 reisten sie mit dem Grafen Fulko V. von Anjou ins Heilige Land zurück, wo sie im Mai eintrafen.
Im Herbst 1129 beteiligte er sich am erfolglosen Versuch Damaskus zu belagern, wobei er im November bei der Verpflegungsbeschaffung im Umland in einen Hinterhalt geriet und nur knapp entkam.
Nach dem Tod König Fulkos verlor er sein Fürstentum an Elinand und musste nach Latakia ins Exil gehen. Seit 1150 hielt sein Neffe Simon das Fürstentum für ihn. Er selbst konnte erst nach dem Tod der Königin Melisende zurückkehren.
Er starb 1158. Im Fürstentum folgte ihm Walter von St. Omer nach, der seine Nichte und Erbin Eschiva heiratete.
Ältere Literatur ging davon aus, dass es sich bei den Fürsten Wilhelm der Jahre 1119–1142 und 1153–1158 um unterschiedliche Personen handele und zählte diese als Wilhelm I. und Wilhelm II., Hans Eberhard Mayer identifizierte die beiden jedoch als dieselbe Person.

## Ehen und Nachkommen
Er war in erster Ehe mit einer Agnes verheiratet. In zweiter Ehe heiratete er Eschiva von St. Omer, die Tochter des vormaligen Fürsten von Galiläa Hugo von Falkenberg. Mit seiner ersten Frau hatte er folgende Kinder:
- Gottfried († vor 1142)
- Rudolf (Raoul), Mönch im Kloster am Berg Zion
- Simon, Mönch am Heiligen Grab in Jerusalem
- N.N. ⚭ Rudolf (Raoul) von Ysis
- Agnes ⚭ I) Rainer Brus, Herr von Banias, ⚭ II) Gerhard Garnier, Graf von Sidon;